# Sala Lancisiana
La Sala Lancisiana di via di Ripetta è un edificio rinascimentale di Roma, parte dell'Ospedale di San Giacomo degli Incurabili e sede di un teatro anatomico. Costruita alla fine del XVI secolo per volontà del cardinal Anton Maria Salviati dall'archietto Francesco Capriani, essa prende il nome dal medico fisiologo seicentesco Giovanni Maria Lancisi.

## Descrizione
L'ingresso esterno della sala si affaccia su via di Ripetta ed è caratterizzato da un'armonica facciata a due ordini in stile rinascimentale. L'ordine superiore presenta un lucernario centrale.

La facciata riporta un'iscrizione in memoria della costruzione del cardinal Salviati: 
Ant. M. Salviatus Ep. incohavit idemq. Card. perfecit MDLXXXIV.
L'interno della sala è a pianta circolare, dotata di palchi lignei concentrici e sovrapposti. La volta ogivale è decorata da affreschi. Al centro della sala si trova il tavolo settorio.

## Storia
Essa venne costruita per volontà del cardinale Anton Maria Salviati nel 1593 nell'ambito della ricostruzione dell'Ospedale di San Giacomo degli Incurabili dall'architetto Francesco Capriani da Volterra: essa si trova infatti all'estremità della corsia nord del complesso costruita alla fine del XVI secolo, chiamata anche corsia Salviati.
La sala fu adibita a teatro anatomico nel 1780 su ordine di Pio VI: essa fu intitolata al medico Giovanni Maria Lancisi, fondatore dell'Accademia Lancisiana. Fu sede di insegnamento chirurgico dal 1780, e sede della cattedra di Chirurgia istituita da Pio VII nel 1815; dopo il 1870 in questa stessa sala del teatro anatomico ebbe sede la Facoltà di Medicina della I Università Romana del Regno d’Italia.
In epoca moderna, chiamata anche Aula di Malta, divenne sede di conferenze scientifiche nel campo medico e chirurgico.
Dopo la dismissione dell'ospedale San Giacomo del 2008, pur mantenendo l'uso sanitario a causa dei vincoli testamentari del cardinal Salviati, oltre che i vincoli della Soprintendenza dei Beni culturali, la sala è interdetta all'accesso pubblico.

## Galleria d'immagini

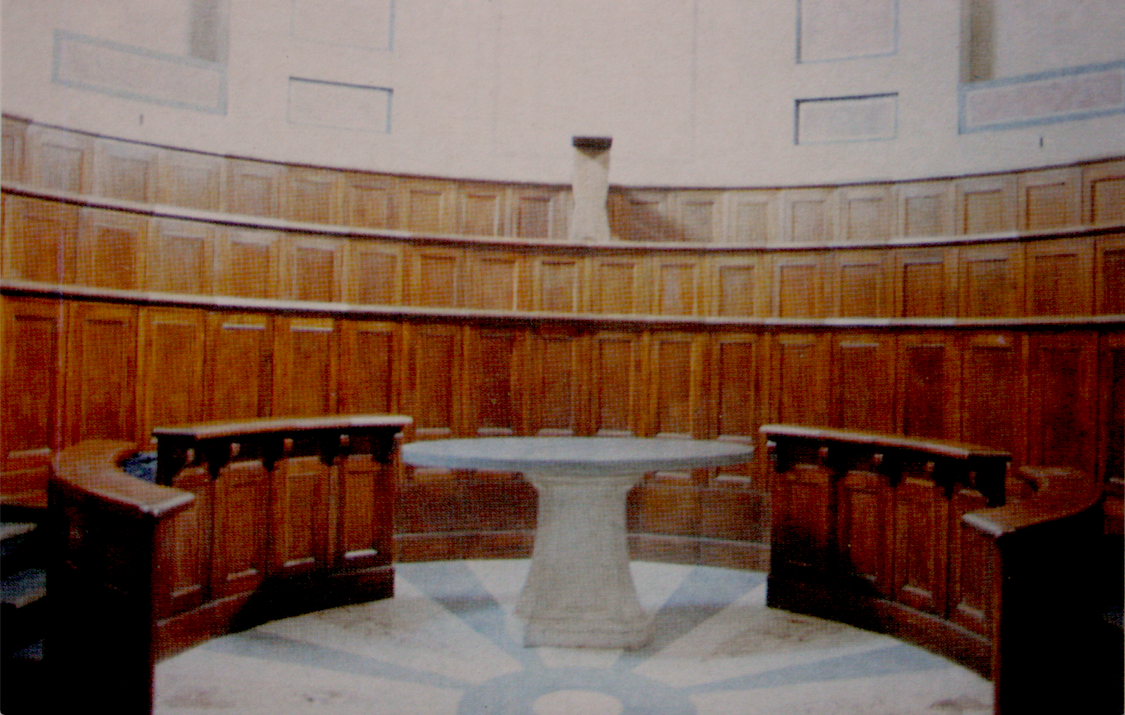
Teatro anatomico
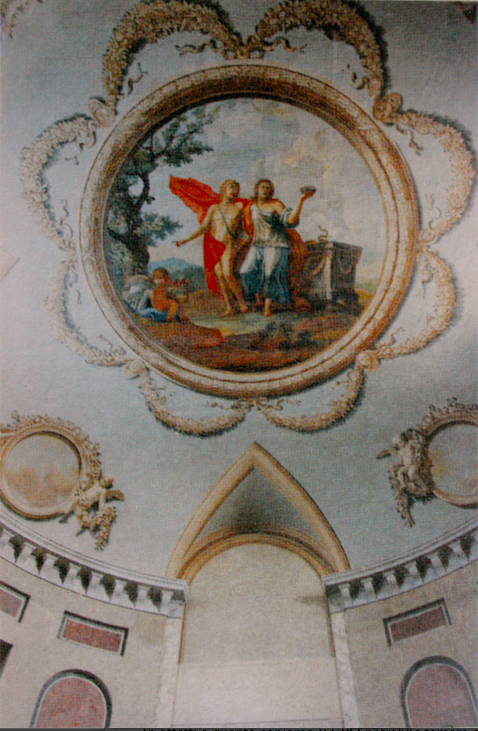
Teatro anatomico: affreschi